# Władcy Galicji

Herb Galicji

Pierwszą osobą używającą tytułu króla Galicji był władca Swebów, Hermeryk, który przejął po rzymianach władzę w północno-zachodniej części Hiszpanii w 409 roku.

## Królowie Galicji (władcy swebscy)

### Pierwsza dynastia (409–456)
| # | Imię       |          | Lata życia | Lata życia | Czas rządów | Czas rządów | Rodzice    |
| # | Imię       | Urodzony | Zmarł      | Od         | Do          |             | Rodzice    |
| - | ---------- | -------- | ---------- | ---------- | ----------- | ----------- | ---------- |
| 1 | Hermeryk   |          | ?          | 441        | 409         | 438         | ?          |
| 2 | Rechila    |          | ?          | 448        | 438         | 448         | Hermeryk ? |
| 3 | Rekiariusz |          | ?          | 456        | 448         | 456         | Rechila ?  |
| 4 | Aiulf      |          | ?          | 457        | 456         | 457         | ?          |

### Wojna domowa (456–469)
| # | Imię                       |          | Lata życia | Lata życia | Czas rządów | Czas rządów | Rodzice  |
| # | Imię                       | Urodzony | Zmarł      | Od         | Do          |             | Rodzice  |
| - | -------------------------- | -------- | ---------- | ---------- | ----------- | ----------- | -------- |
| 5 | Maldras w Luzytani         |          | ?          | 460        | 457         | 460         | Massil ? |
| 6 | Framta w Galicji           |          | ?          | 457        | 457         | 457         | ?        |
| 7 | Rechimund w Galicji        |          | ?          | 464        | 457         | ok. 464     | ?        |
| 8 | Frumar w Luzytani          |          | ?          | 464        | 460         | 464         | ?        |
| 9 | Remismund w całym państwie |          | ?          | 469        | ok. 464     | 469         | ?        |

### Wiek ciemny (464-550)
- Theodemund
- Veremund
- Hermeneric

Brak dokładnych informacji o władcach tego okresu i latach ich panowania

### Schyłek panowania swebskiego (550–585)
| #  | Imię      |          | Lata życia | Lata życia | Czas rządów | Czas rządów | Rodzice        |
| #  | Imię      | Urodzony | Zmarł      | Od         | Do          |             | Rodzice        |
| -- | --------- | -------- | ---------- | ---------- | ----------- | ----------- | -------------- |
| 10 | Chararyk  |          | ?          | 558/9      | ok. 550     | 558/9       | ?              |
| 11 | Ariamir   |          | ?          | 561/6      | 458/9       | 561/6       | ?              |
| 12 | Theodemar |          | ?          | 570        | 561/6       | 570         | ?              |
| 13 | Miro      |          | ?          | 583        | 570         | 583         | ?              |
| 14 | Eboryk    |          | ?          | 584        | 583         | 584         | Miro Sisegutia |
| 15 | Andeca    |          | ?          | 585        | 584         | 585         | ?              |
| 16 | Malaryk   |          | ?          | 585        | 585         | 585         | ?              |

## Królestwo Galicji

### Dynastia Asturyjska
| #                               | Imię             |          | Lata życia   | Lata życia                         | Czas rządów | Czas rządów | Rodzice                     |
| #                               | Imię             | Urodzony | Zmarł        | Od                                 | Do          |             | Rodzice                     |
| ------------------------------- | ---------------- | -------- | ------------ | ---------------------------------- | ----------- | ----------- | --------------------------- |
| 17                              | Ordoño II        |          | ok. 871 León | czerwiec 924                       | 910         | 914         | Alfons III Wielki Jimena    |
| zjednoczenie z królestwem Leónu |                  |          |              |                                    |             |             |                             |
| 19                              | Sancho I Ordóñez |          | ok. 895      | po 10 czerwca 929                  | 926         | 929         | Ordoño II Elvira Menéndez   |
| zjednoczenie z królestwem Leónu |                  |          |              |                                    |             |             |                             |
| 18                              | Bermudo II       |          | 948/953      | wrzesień 999 Villanueva del Bierzo | 982         | 985         | Ordono III Urraka Fernández |

### Dynastia Jimenez
| #                               | Imię      |          | Lata życia | Lata życia    | Czas rządów | Czas rządów | Rodzice                     |
| #                               | Imię      | Urodzony | Zmarł      | Od            | Do          |             | Rodzice                     |
| ------------------------------- | --------- | -------- | ---------- | ------------- | ----------- | ----------- | --------------------------- |
| 19                              | Garcia II |          | ok. 1042   | 22 marca 1090 | 1065        | 1072        | Ferdynand I Wielki Sancha I |
| zjednoczenie z królestwem Leónu |           |          |            |               |             |             |                             |

## Dynastia Burgundzka
| #                                  | Imię             |          | Lata życia                  | Lata życia                   | Czas rządów | Czas rządów | Rodzice                                                                                          |
| #                                  | Imię             | Urodzony | Zmarł                       | Od                           | Do          |             | Rodzice                                                                                          |
| ---------------------------------- | ---------------- | -------- | --------------------------- | ---------------------------- | ----------- | ----------- | ------------------------------------------------------------------------------------------------ |
| 20                                 | Alfons VII Dobry |          | 1 marca 1105 Caldas de Reis | 21 sierpnia 1157 Santa Elena | 1111        | 1152        | Rajmund Burgundzki Urraka I                                                                      |
| 21                                 | Ferdynand II     |          | 1137                        | 22 stycznia 1188 Zamora      | 1152        | 1188        | Alfons VII Dobry Berengaria                                                                      |
| 22                                 | Alfons IX        |          | 15 sierpnia 1171 Zamora     | 24 września 1230 Sarria      | 1188        | 1230        | Ferdynand II (1137–1188), król Leonu Urraka (1151–1188), c. Alfonsa I Zdobywcy, króla Portugalii |
| zjednoczenie z królestwem Kastylii |                  |          |                             |                              |             |             |                                                                                                  |